# Will Clark
William Nuschler Clark (Nueva Orleans, Luisiana, 13 de marzo de 1964), más conocido como Will Clark, es un exjugador profesional estadounidense de béisbol que se desempeñó en la posición de primera base en las Grandes Ligas de Béisbol (MLB). Logró obtener un Guante de Oro.

## Carrera
Clark jugó como profesional ocho temporadas en San Francisco Giants (1986-1993), después pasó a Texas Rangers (1994-1998), luego a Baltimore Orioles (1999-2000), posteriormente a St. Louis Cardinals, donde jugó una temporada (2000), y fue el equipo en el que se retiró.

## Premios
Fue galardonado con el Guante de Oro en una oportunidad (1991).